# 拱北楼 (无锡)
拱北樓，是位于中国江苏无锡市的一家老字号饭店，以经营麵食为特色，其由1863年开业至今，已有150余年历史。

## 简介
无锡拱北楼创办于清同治二年（1863年），店址位于无锡市北门外游弄里，主营面点与无锡小笼，传说杨乃武冤狱平反后回乡时曾在该店用餐。1932年夏天，灶房起火房屋焚毁，老板周云亭转行，在原址建造钢筋水泥楼，於1934年落成开张，成为有茶楼、面店、浴室的综合性饮食店。1937年该店被日軍放火焚毁，周氏濒于破产。1945年春又复出，1949年1月转让给朱文奎经营。1956年公私合营，迁至原崇安寺金刚殿营业。1966年改名为向阳面店，至1976年恢复原名。
1980年代，崇安寺改造期间拱北楼旧楼被拆除，1999年在胜利门复店。2007年，“拱北楼”重回崇安寺，但仅两年时间便停业了。直到2011年终于又坎坷复店。

## 特色
拱北楼的面点之所以出名，乃有一说是有一套独特考究的吊汤手艺，是用猪骨、鳝骨、鸡汤熬汤，再放入葱、姜、盐、酒等佐料提香，碗内加酱油、味精，还添加甜汁提升鲜度，此外，拱北楼还长期保持刀切面的传统。从清末起，拱北楼的师傅做面是取一木棍插在面皮中部，用手臂之力不断跳压，同时拍上小粉，使皮子薄而不粘，而后用刀切，故唤“跳面”或“刀切面”，直到1946年以后才全部改为机制面。

## 掌故
- 据传，杨乃武与小白菜冤案昭雪后，杨乃武搭船从京城返回浙江老家時，船到无锡驻歇，杨乃武上岸观市，见“拱北楼”顾客盈门，便进店小坐，点了小笼馒头和一碗浇头面，食毕，大加赞赏。店老板也以此事作为宣传，一时“拱北楼”名声传遍江浙。[5]

- 据1935年1月3日《大锡报》的报道，国民党元老吴稚晖曾与朋友共赴拱北楼品食馒头和面，吴稚晖大加称赞该店馒头“其味绝佳”，一连吃了八只。[4]